# لیپان (تگزاس)
لیپان، تگزاس (به انگلیسی: Lipan, Texas) یک شهر در ایالات متحده آمریکا با جمعیت ۴۳۰ نفر است که در تگزاس واقع شده‌است.

## موقعیت جغرافیایی
موقعیت جغرافیایی شهرها و مناطق اطراف به شرح زیر است: